# 四君子 (漫画)
『四君子』（しくんし）は、岸裕子による日本の漫画作品、およびそれを含む作品集。表題作は『ハロウィン』（朝日ソノラマ）にて、1986年8月号と9月号に掲載された。
エラリー・クィーンのファンであるという岸裕子が初めて描いたミステリー漫画である。この年、作者は『薔薇天使』というミステリー的トリックを用いたホラー漫画を発表している。
作者本人は、ホラー漫画は苦手だと述べている。

## あらすじ
旅館の娘である梅香は竹生と結婚し、甘露寺家の一員となったが、夫の竹生はニューヨーク支社のトラブルを解決するために新婚早々、出張することになった。旧家である甘露寺家の屋敷に取り残される梅香。そんな彼女に、義姉の蘭子は和服を身につけた菊野という人形を紹介した。どうみても人間にしか見えない菊野の姿にうす気味悪さを感じる梅香であったが、そんな折、夫である竹生が屋敷の中を歩いているのを見かける。

## 登場人物
竹生（たけお）
富豪である甘露寺氏家の後継者。13歳の時、姉の蘭子と初体験をしてから7年間、肉体関係を持ち続けている。顕微鏡を覗き、ある事実に愕然とし、知らなければ良かったと後悔している。
蘭子（らんこ）
甘露寺氏家の長女。36歳。竹生とは母親違いの姉。母親が淫蕩な性格であり、その血を受け継ぎ、父親の運転手などと関係を持ち、騒動を巻き起こしている。菊野とも肉体関係を持っている。
梅香（うめか）
甘露寺竹生の新妻。物語の視点人物。18歳で旅館の娘でひとりっ子。彼女の父親が甘露寺氏家を助け、右足が義足になったことを気に留め、女の子が生まれたら嫁に、という約束が取り交わされていた。竹生のことを心から慕っている。子供を沢山産むことが夢。
菊野（きくの）
梅香・竹生からは「人形」と呼ばれている謎の女装少年。11歳まで座敷牢の中で育つ。実は甘露寺の末の息子で、ある事情から死産とされ、戸籍には登録されていない。甘露寺家を訪れる客の相手をさせられている。
佐和（さわ）
甘露寺家の家政婦。

## 同時収録作品

### 花言葉そえて…
『プチフラワー』1986年6月号に掲載。作者本人をモデルとした漫画家が登場するコメディー作品。
竹中泉（たけなか いずみ）は未婚の母である漫画家と毎日を楽しく暮らしていた。彼女が言うには、泉はチャルメラを作る鍋の中から自然発生したものだという。話の真偽はさておいて、泉には忘れられぬ母の思い出があった。幼稚園の時、カーネーションの花を色紙で作り、プレゼントした際に、彼を抱きしめ、号泣したというものだった。そんな二人のところへ、最近、柴田という男性から電話がかかってきていた。

### 100本の赤いバラ
『ASUKA』1986年6月号に掲載。上記の『花言葉そえて…』とほぼ同時に発表された作品。
その日は仏滅だった。伊東由一（いとう ゆういち）は憧れのマドンナ、宮本百合子が化学教師の高柳と交際しているのを知り、ショックを受けていたところへ、幼なじみの村田みちるからキスの練習台になって欲しいという依頼を受ける。その日、家政婦から父親の初恋話を聞かされる。それは詩とともに百本の薔薇を相手に贈り、百本とも相手に持ってゆかれた、というものだった。その話を聞いていたみちるは、昼間の依頼を繰り返すが、由一は相手にしなかった。程なくして、みちるには婚約者がいる、という事実を由一は知ることになる。彼のとった行動とは。

### 寒椿
『JUNE』1986年3月号に掲載。
涼（りょう）が手首を切り、飛び降り自殺をしたのは、東京に初雪が降った夜のことだった。社長の一人（かずと）は死んだ養父の愛人である涼のことが好きで、ひと月彼を監禁し、嫌がる彼を組み伏せてきていた。それに対し、涼は、自分の心に嘘をつく位なら死んだ方がましだと答えていた。怒りの感情に支配された一人は涼を客の接待の道具として用いるが、彼が暴行を受けていると知ると、態度を変え、寒椿の花を見舞いに贈った。涼はその花をすべてむしりとってしまった。その後、涼は自殺するが、ひと月後、彼の好きだった『星の王子さま』の本の中から寒椿の花びらが発見される。それを見た秘書の笹島は、涼は社長のことを実は愛していたのではないか、というが、一人は即座に否定する。

### グッドナイト
描き下ろし作品。
花田万理江（はなだ まりえ）の母は、父と別居し、死ぬまで同居することはなかった。18歳になり、大学生になった万理江は父の森吉（しんきち）と再会するが、予想に反して父は非常に娘思いであった。そんな折、彼女のことを一目惚れしたという、森吉の教え子の涼介と万理江は出会い、交際して結婚することになった。次男坊である涼介は花田家に婿養子に来たいと言う。
ある時、大学の講義が休講であることを知らずに、慌てて帰宅した万理江は、信じがたい光景を目の当たりにし、そして、彼女はある恐ろしい決断をする。

## 書誌情報
- 『四君子』サンコミックスストロベリーシリーズ（朝日ソノラマ）1986年12月25日発行
  - 収録作品：「四君子」・「花言葉そえて」・「100本の赤いバラ」・「寒椿」・「グッドナイト」